# Departamento de Moquegua
Moquegua es uno de los veinticuatro departamentos que, junto a la Provincia Constitucional del Callao, forman la República del Perú. Su capital y ciudad más poblada es la homónima Moquegua. Se ubica en el sureste del país, en la vertiente occidental de la cordillera de los Andes. Limita por el norte con el departamento de Arequipa, por el este con el departamento de Puno, por el sur con el departamento de Tacna y por el oeste con el océano Pacífico. Con 15 734 km², es el tercer departamento menos extenso —por delante de Lambayeque y Tumbes, el menos extenso— y con 10,3 hab./km², es el quinto menos densamente poblado —por delante de Amazonas, Ucayali, Loreto y Madre de Dios, el menos densamente poblado. Este departamento fue creado el 2 de enero de 1837 con la ciudad de Moquegua como capital.
Con un PIB per cápita de USD 28 740 y un IDH de 0.881, Moquegua es el departamento más rico según MINCETUR y con el más alto índice de desarrollo humano del país según el PNUD.

## Historia

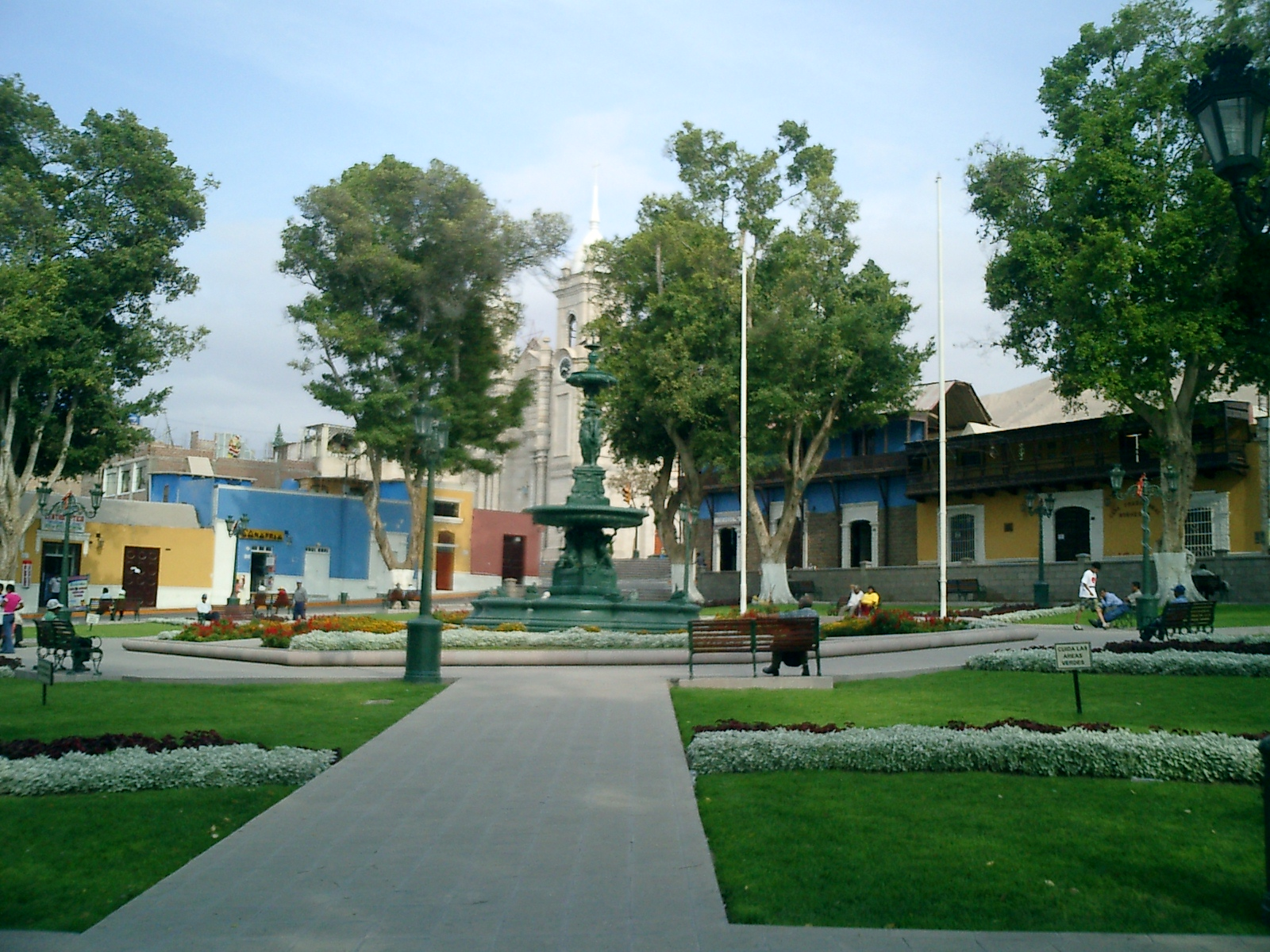
Plaza de Armas de la ciudad de Moquegua, al fondo se aprecia la catedral de la ciudad.

Durante el Horizonte Temprano la región estuvo asimilada por la Cultura Pucará; en el Horizonte Medio, por la Cultura Wari y Cultura Tiahuanaco. Después dominaron los reinos aymaras. Con los años, toda la región quedó bajo el dominio del Imperio incaico. Alrededor de 1540, más o menos, llegaron los primeros españoles en busca de tierras para establecerse. Uno de los trece de la isla del Gallo, Juan de la Torre, capitaneó la dominación entre las montañas de Huaynaputina y Tixan. Con la fundación de la ciudad de Moquegua (1541) y se ubicó a sus primeras familias españolas, también se creó, al mismo tiempo, la Caleta de Ilo (hoy puerto de Ilo) allí en 1713, que sufrió el arribo de muchas embarcaciones piratas incluyendo a Francis Drake; se establecieron varios molinos para elaborar el trigo de la región. Moquegua se distinguió en la lucha por la independencia y por este motivo se le dio el título de ciudad (9 de enero de 1823). Un prócer moqueguano, el mariscal Domingo Nieto, peleó con valentía en las batallas de Junín y Ayacucho.
Posterior a la Independencia del Perú, la división administrativa del país se conservó a la de la colonia con mínimos cambios, es así como Moquegua pasó de formar uno de los Repartimientos de la Intendencia de Arequipa a ser una de las siete Provincias del Departamento de Arequipa, situación que se conservó hasta la década de 1830, en que a causa de las disputas internas del Perú y del intervencionismo boliviano de Santa Cruz en la política del Perú y de la formación de la Confederación Perú-Boliviana, los pueblos de Moquegua, Locumba, Tacna y Arica se pronuncian a favor de integrarse a las provincias altoperuanas. Sin embargo se dispone que se cree un nuevo Departamento en el Perú del Sur, el llamado Departamento Litoral con las entonces provincias arequipeñas de Arica y Tarapacá. Una vez disuelta la confederación, se disuelve este nuevo departamento, al que posteriormente se reorganiza agregándole la Provincia de Moquegua, pasando a denominarse Departamento de Moquegua.
Durante la Guerra del Pacífico la región soportó la incursión chilena, que arrasó con personas e inmuebles.

## Organización territorial
- Desde época colonial y en la república desde 1823, forma parte del Departamento de Arequipa, como la Provincia de Moquegua.
- En 1853 se crea el Departamento de Moquegua estaba integrado por las provincias de Moquegua, Arica, Tacna y Tarapacá. La capital fue la ciudad de Tacna.

- En 1868 se crea la Provincia Litoral de Tarapacá separada del Departamento de Moquegua.
- En 1875, se crea la Provincia Litoral de Moquegua, con capital en la ciudad de Moquegua. El Departamento de Moquegua, pasa a denominarse Departamento Tacna.

- En 1884, se crea, a partir de la provincia Litoral de Moquegua, el Departamento de Moquegua, con las provincias de Moquegua (capital: Moquegua), Puquina (capital: Omate) y Tarata (capital: Tarata).
- En 1936, con la Ley n.º 8230, se crea el Departamento de Moquegua, con las provincias Mariscal Nieto (Capital: Moquegua) y General Sánchez Cerro (capital: Omate).

### División administrativa
El Departamento tiene una superficie de 15 733.97 km² con una población de 182 333 habitantes y se divide administrativamente en tres provincias:
| Provincias del departamento de Moquegua | Provincias del departamento de Moquegua | Provincias del departamento de Moquegua | Provincias del departamento de Moquegua | Provincias del departamento de Moquegua | Provincias del departamento de Moquegua | Provincias del departamento de Moquegua |
| Ubigeo                                  | Provincia                               | Capital                                 | Distritos                               | Superficie km²                          | Problacion 2016                         | Altitud m s. n. m.                      |
| --------------------------------------- | --------------------------------------- | --------------------------------------- | --------------------------------------- | --------------------------------------- | --------------------------------------- | --------------------------------------- |
| 1801                                    | Mariscal Nieto                          | Moquegua                                | 8                                       | 8 671.58                                | 82 296                                  | 1 417                                   |
| 1802                                    | General Sánchez Cerro                   | Omate                                   | 10                                      | 5 681.71                                | 28 685                                  | 2 160                                   |
| 1803                                    | Ilo                                     | Ilo                                     | 3                                       | 1 380.68                                | 71 352                                  | 13                                      |

## Geografía
- Ríos más importantes: Ilo, Osmore y Asana.
- Volcanes: Ubinas (5672 m s. n. m.), Ticsani (5408 m s. n. m.), Huaynaputina (4850 m s. n. m.).
- Cordilleras: Cordillera del Barroso y Cordillera Volcánica.
- Abras: Quella (4800 m s. n. m.), Yaretane (4700 m s. n. m.), Suches (4650 m s. n. m.), Anco Apacheta (4650 m s. n. m.) y Organune (4500 m s. n. m.) en Mariscal Nieto.
- Islas: Punta Coles.
- Lagunas: Jucumarini y Vizcacha.

## Ubicación
Hacia el norte limitan con: Arequipa; hacia el sur con Tacna; hacia el este con los departamentos de Tacna y Puno; hacia el oeste con el mar de Grau (océano Pacífico que corresponde al Perú). Situado en la región suroeste, tiene regiones de costa y sierra. Ubinas, su inquietante volcán, es el único en actividad en todo el Perú. En sus faldas, la tierra es fecunda, en contraste con la desolación de sus cumbres.
- Latitud sur: entre paralelos 15°58′ y 17°50′.
- Longitud oeste: entre meridianos 69°59′ y 71°29′.
- Número de provincias: 3.
- Número de distritos: 20.
- Clima: subtropical y desértico soleado, con una temperatura de 20,5 °C, una máxima de 33 °C y una mínima cercana a los 9 °C. La ciudad de Moquegua tiene un clima templado y seco, con escasas lluvias, con un intenso y benigno sol.

## Demografía
Según censo de población 2007 el departamento cuenta con 161 533 habitantes.
Altura de la Capital Región, la ciudad de Moquegua está a 1410 m s. n. m. en un hermoso y fértil valle costero.
El departamento de Moquegua tiene una población de 161.533 habitantes según datos del INEI (Instituto Nacional de Estadística e Informática).
De los 161.533 habitantes de Moquegua, 78.646 son mujeres y 82.887 son hombres. Por lo tanto, el 51,31 por ciento de la población son hombres y el 48,69 por ciento mujeres (2011).

## Economía

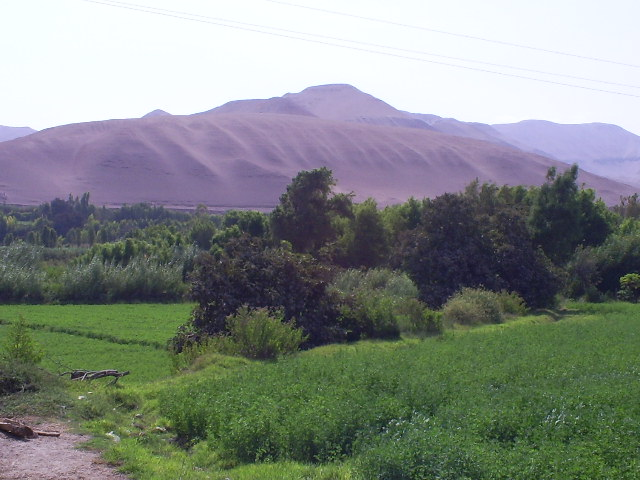
Valle de Moquegua.

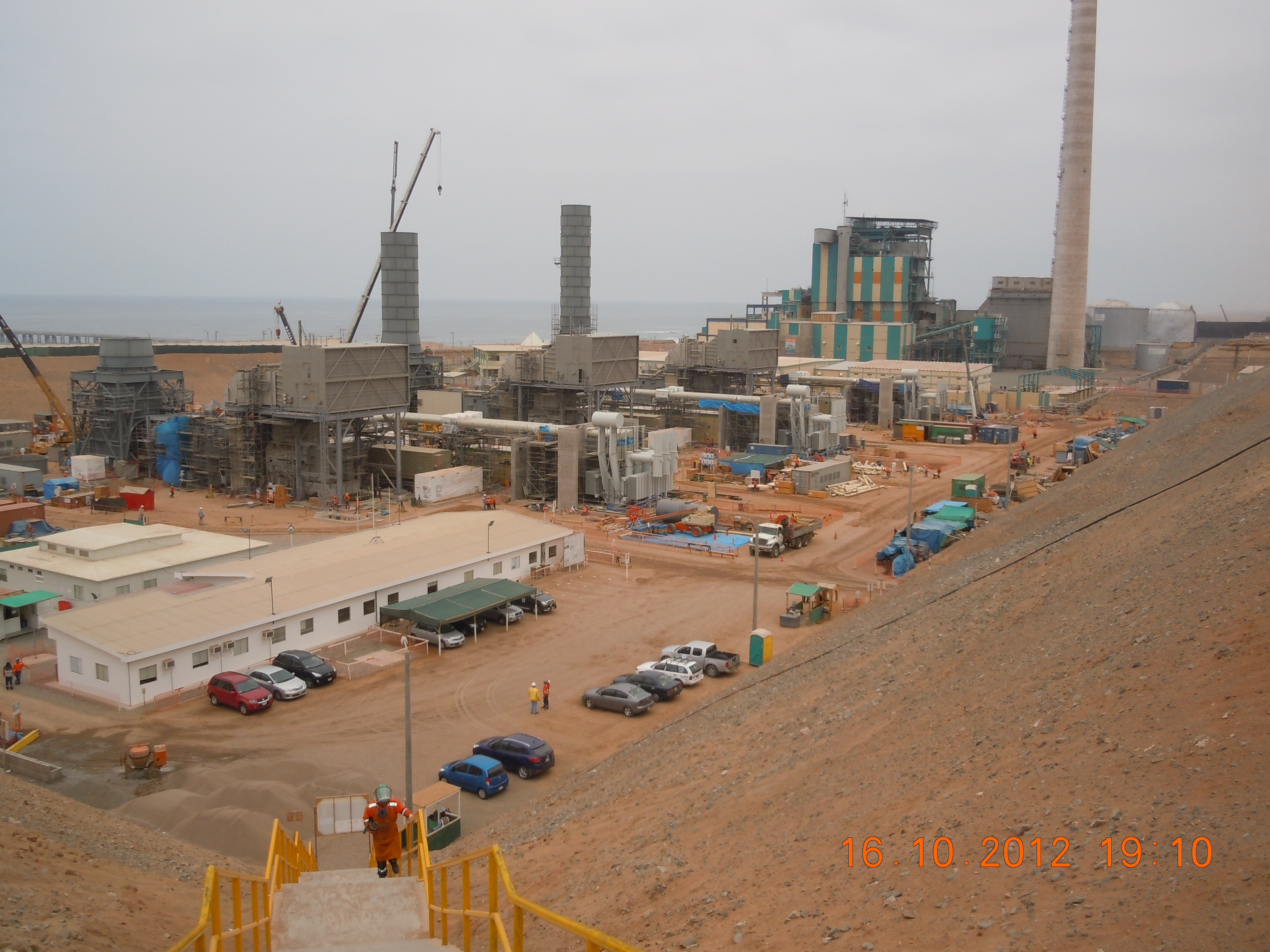
Ilo.

Las plantaciones de olivos de Ilo son el principal negocio de su agricultura, que es la ocupación de la mayor parte de los moqueguanos. También resaltan los sembríos de palta de Samegua. Omate es el centro de producción de frutales, sobre todo de limón, lima y damascos. Por otra parte, el ganado vacuno se cría en casi la región serrana de esta región. y el pastoreo de ganado ovino y lanar también constituye una importante actividad. En cuanto a la minería, las riquezas cupríferas son numerosas en las minas de Quellaveco y Cuajone. La energía en general, proviene de la central térmica de Ilo, que tiene una gran área de influencia. Con respecto al comercio, este es activo en el puerto de Ilo, donde se encuentra la fábrica de harina y aceite de pescado más grande del país. Además, se desarrolla una pequeña industria de vinos tipo oporto y borgoña.

## Educación
En el ámbito de la educación básica cuenta 94 colegios públicos y privados.
En el nivel superior, cuenta con 2 universidades con sede en el departamento: la Universidad José Carlos Mariátegui, la primera universidad privada y la estatal Universidad Nacional de Moquegua (UNAM).
El departamento de Moquegua es caracterizado por tener el mejor rendimiento académico promedio en el país en el nivel primaria según los últimos reportes de calidad educativa en Matemáticas y Lectura del INEI, en cuanto al nivel secundaria se ubica en el segundo puesto, después de Tacna.

## Transporte

### Transporte terrestre

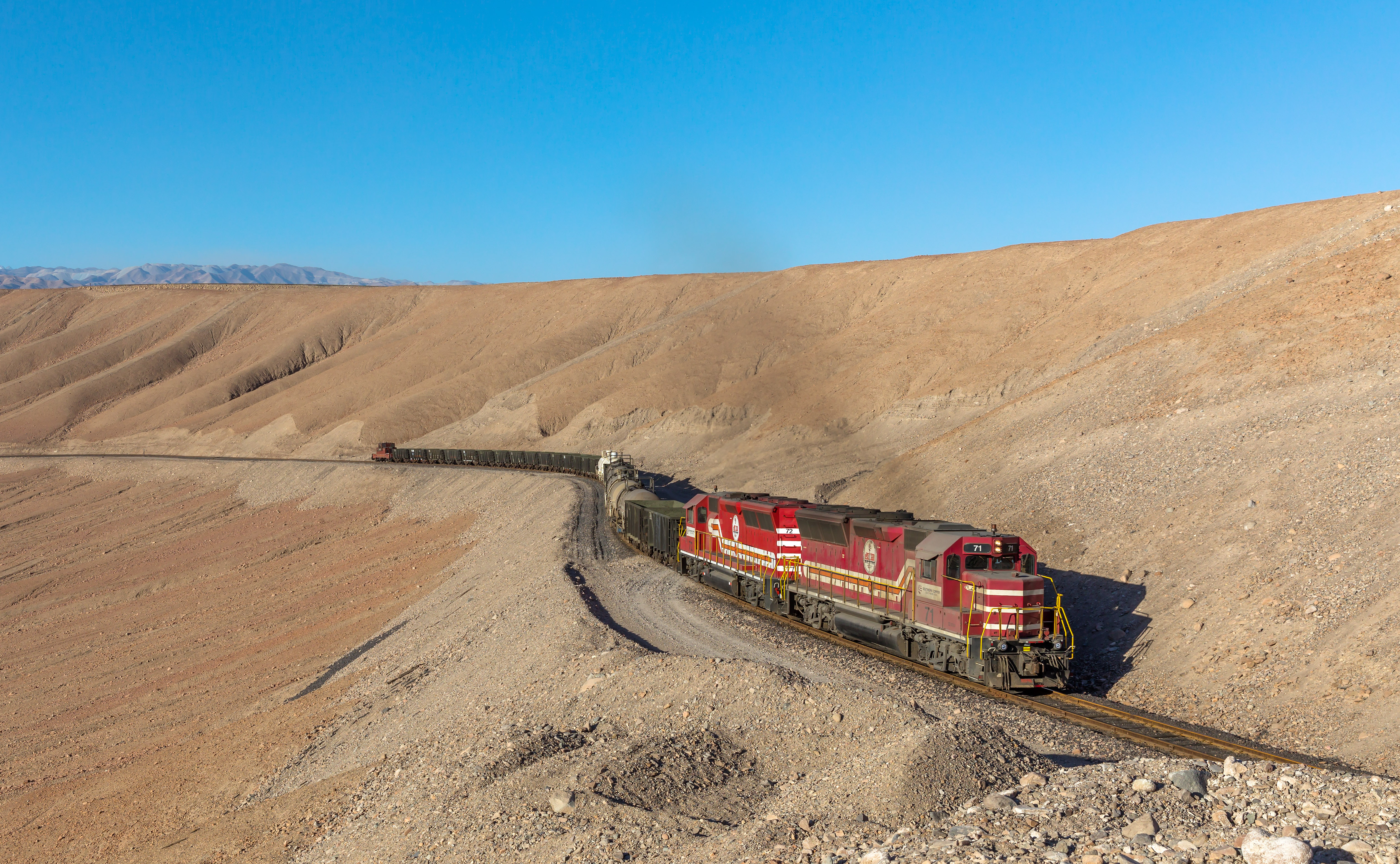
Ferrocarril Toquepala-Cuajone-Ilo.

El Departamento de Moquegua cuenta con una Red Vial de 1,895.8 km, de los cuales 458 km (24.2%) pertenecen a la Red Nacional, 309.4 km (16.3%) a la Red Departamental y 1,129.4 km (59.5%) a la Red Vecinal.
El departamento de Moquegua cuenta con dos vías principales para articularse con los departamentos de la Macrorregión Sur: la carretera Binacional Ilo – Desaguadero que atraviesa la región de oeste a este y la carretera Panamericana Sur que atraviesa el departamento de norte a sur. A la carretera Binacional confluyen el Eje Interoceánico Puno Moquegua.
Así mismo, la carretera Moquegua – Omate permite la integración de pueblos alto andinos localizados en la sierra del departamento (Cuenca del río Tambo), contribuyendo al flujo de productos agrícolas hacia la costa.
La carretera Binacional Ilo – Desaguadero – La Paz ha permitido dinamizar la capacidad importadora y exportadora de la región, el turismo latinoamericano y principalmente el desarrollo de las poblaciones del sur del Perú. El beneficio inmediato se traduce en el menor tiempo de viaje entre la costa y el altiplano y la reducción de los costos de transporte, facilitando principalmente los flujos comerciales que se dan con gran intensidad entre estas zonas.
La Carretera Costanera permite articular directamente la ciudad y puerto de Ilo con las ciudades de Camaná y Matarani por el norte y con la ciudad de Tacna por el sur.

### Transporte ferroviario
El Departamento de Moquegua en la frontera con el departamento de Tacna cuenta con una vía férrea minera y privada de 217.7 km que conecta las minas de Toquepala y Cuajone con el puerto minero de Ilo. La línea es administrada por Southern Copper Corporation para el transporte de minerales. Se tiene proyectado un corredor ferroviario para unir Ilo con Bolivia.

### Vía aérea
La región cuenta con dos aeropuertos: el “ Aeródromo Hernán Turque Podestá ” ubicado en la ciudad de Moquegua y el Aeropuerto de Ilo, ubicado en la ciudad de Ilo, que tienen los estándares reglamentarias de aeronavegación; sin embargo, debido al bajo nivel de demanda no está en funcionamiento el aeropuerto de la ciudad de Moquegua, debido a las ventajas económicas del transporte por carretera. Estos aeropuertos están considerados como infraestructura alterna a los aeropuertos de Arequipa y Tacna.
Adicionalmente, el departamento cuenta con 2 aeródromos ubicados en Ciudad Nueva en Ilo y en Villa Botiflaca en Cuajone, que son de propiedad de la Empresa Minera Southern Perú Cooper Corporation y su uso es exclusivamente de privado.

### Vía acuática

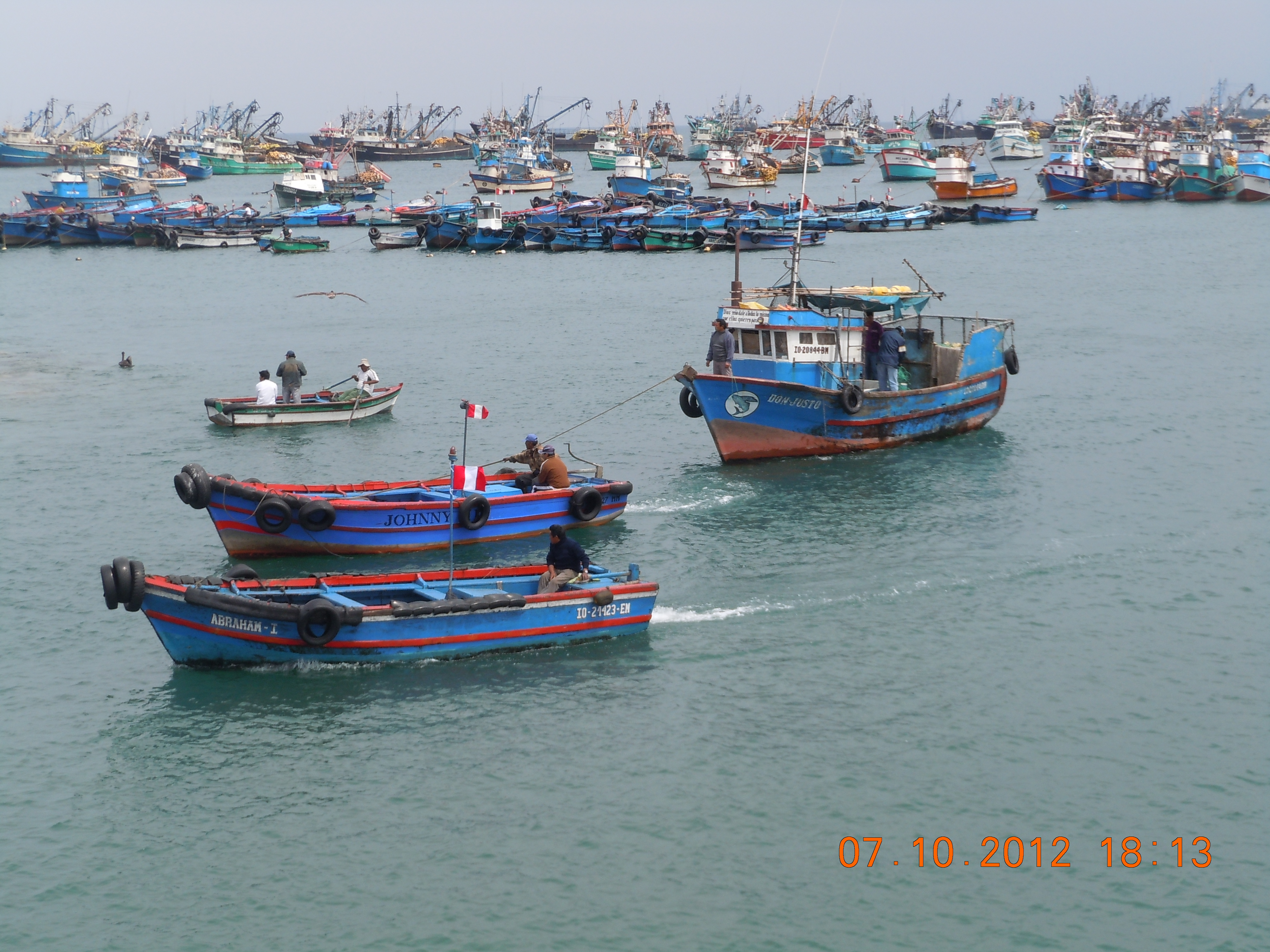
Ilo.

El Terminal Portuario de Ilo es el más importante de la Región. Cuenta con un equipamiento moderno y sus dimensiones son 300 m de largo por 27 m de ancho. Presenta un desembarcadero de concreto armado de 71,9 m de largo por 23 m de ancho, para el atraque directo para buques de 20,000 t y dos para buques de 3,000 t, además de realizar las operaciones de embarque y desembarque, almacenamiento y conservación.
El área de influencia del TM de Ilo comprende a las regiones de Tacna, Puno, Cuzco, Madre de Dios y la República de Bolivia. En el mediano plazo su importancia se incrementará como consecuencia de la ampliación de la frontera agrícola en la Región (Proyecto Especial Pasto Grande y el Proyecto CLEMESI) y por el tránsito que generará la Carretera Interoceánica.

## Religión
Catedral de Moquegua: Después de un paisaje de aspecto selenita, con grandes terrazas desérticas dispuestas en sucesivos planos interminables, uno encuentra en el profundo valle del río Moquegua a la hildalga ciudad de su nombre, capital del departamento y de la provincia de Mariscal Nieto. La ciudad de Moquegua ha sufrido el embate de violentos terremotos, no obstante lo cual ha vuelto a levantar una y otra vez sus característicos techos “en mojinete”, que todavía se conserva en algunas viviendas.
La Santa Catalina de Guadalcázar es la Patrona de la Ciudad. Santa Fortunata. virgen y mártir que está en cuerpo presente en la Catedral Santo Domingo también es venerada por los pobladores de la cálida Moquegua

## Turismo

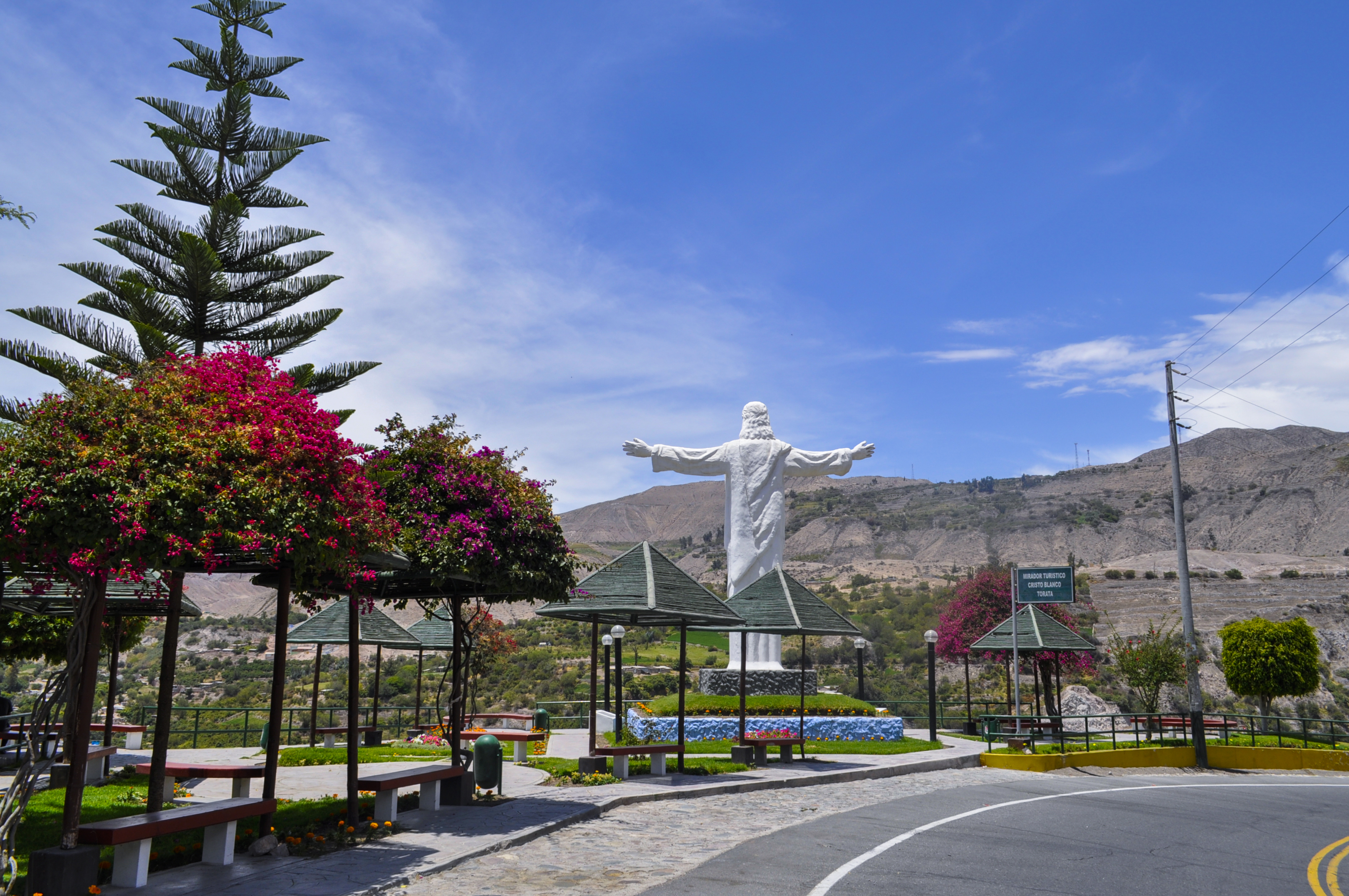
Mirador Cristo Blanco en la localidad de Torata

Su capital, la ciudad de Moquegua, tiene en la arquitectura virreinal uno de sus principales atractivos. Son notables, por ejemplo, la Iglesia de Santo Domingo, las ruinas de la Iglesia Matriz, las ruinas del Convento de los jesuitas, la casa de la familia Diez Canseco, la casa de Martina Fernández y Cornejo, la casa de la familia Fernández Dávila Torres. En los alrededores destacan los valles de Moquegua, Samegua, Torata, Omate y también los de Ilo. Asimismo, los observatorios de Punta Coles, Alto La Villa, el mirador de Cuajone y la glorieta de Ilo y, por otro lado, el santuario de la Virgen de la Candelaria. En Ilo, el museo de sitio El Algarrobal es de obligada visita. En la provincia de Mariscal Nieto, a 24 kilómetros de la ciudad de Moquegua, se encuentra el distrito de Torata, donde se pueden apreciar bellas casas aldeanas, la impresionante iglesia parroquial y los molinos de piedra, actualmente en funcionamiento. En dicho distrito se ubica también el impresionante Cerro Baúl.
En la parte altoandina de Moquegua se ubica uno de los valles más hermosos del Perú, Carumas, Cuchumbaya y San Cristóbal, juntos forman un paisaje inigualable en Moquegua de fértiles tierras, de terrazas Preincas e Incas que se cultivan en la actualidad, llena de cañones, quebradas y ríos que son afluentes del río Tambo, tenemos también las aguas termales de Cuchumbaya y las aguas termales más hermosas del sur del Perú Putina que junto al río de agua fría forman el río Huatalaque convirtiendo en un río de varios km de largo de agua caliente, en Carumas tenemos la Iglesia San Felipe, una joya de Arquitectura colonial a base de piedra sije, el puente de piedra, las cruces del Alto y Huataraquena, se puede apreciar en todo el Valle el Sarauja danza típica de la zona y la más representativa del Departamento de Moquegua, de finas melodías acompañadas del charango de 40 cuerdas, Carumas, Cuchumbaya y San Cristóbal es un Valle que se abre al turismo nacional y se proyecta a los vecinos países, en la parte más alta tenemos los majestuosos Ubinas y Ticsani dos fieros volcanes que vigilan el valle, convirtiéndose así esta zona en un fuerte atractivo turístico.

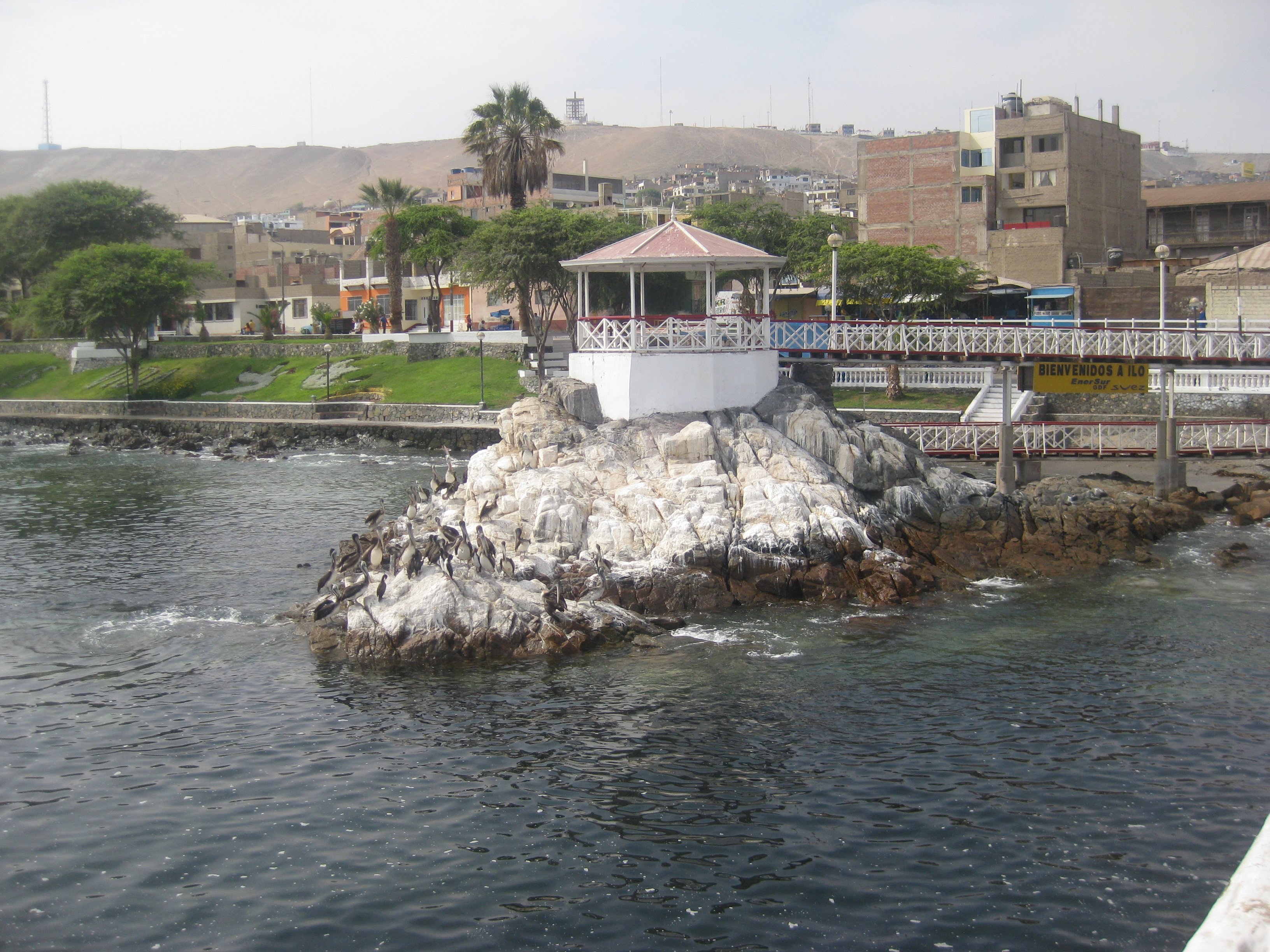
Ilo
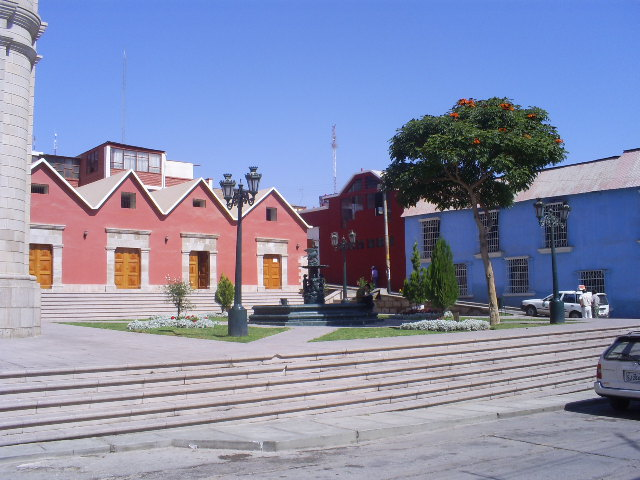
Moquegua
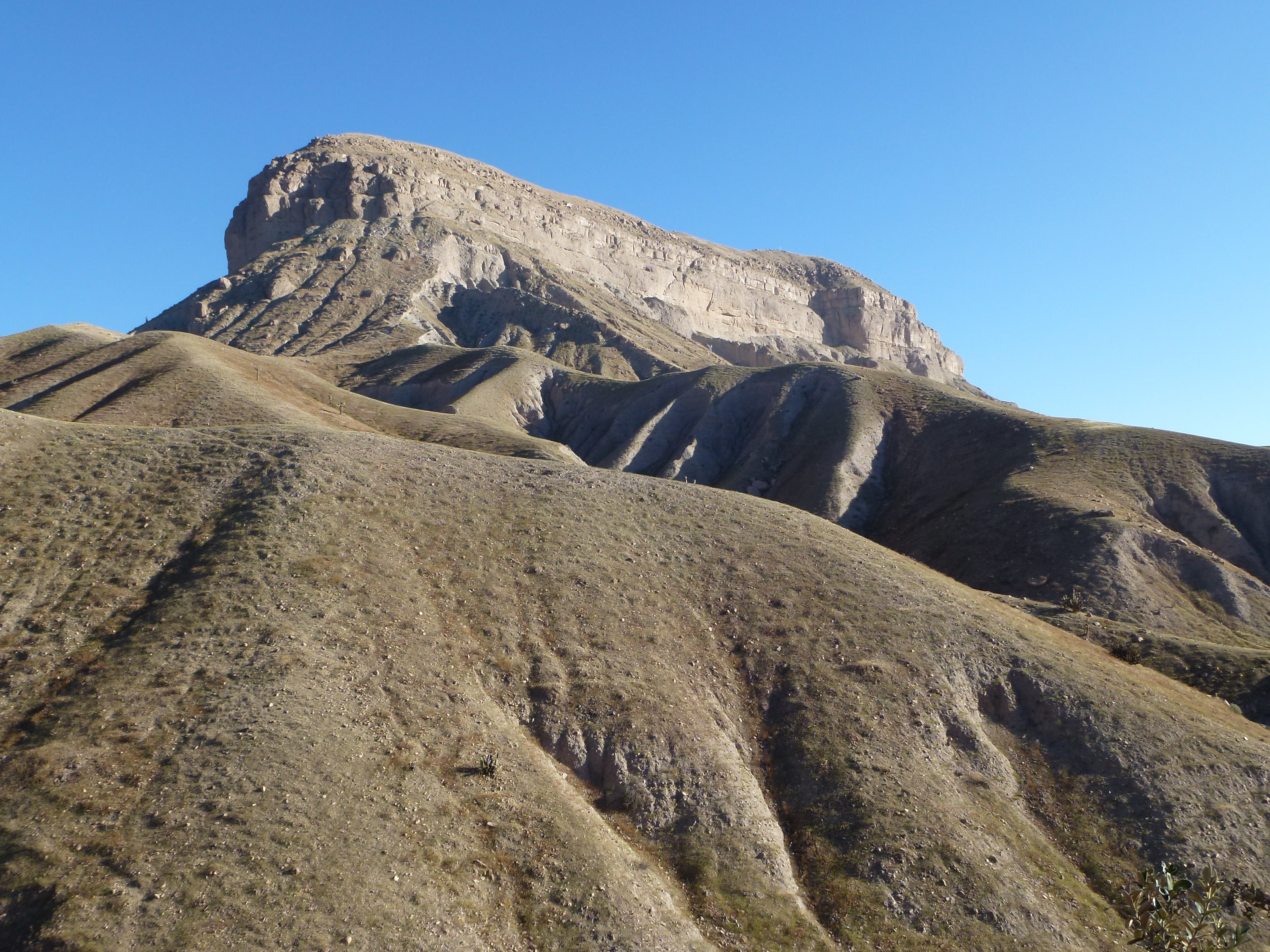
Cerro Baúl
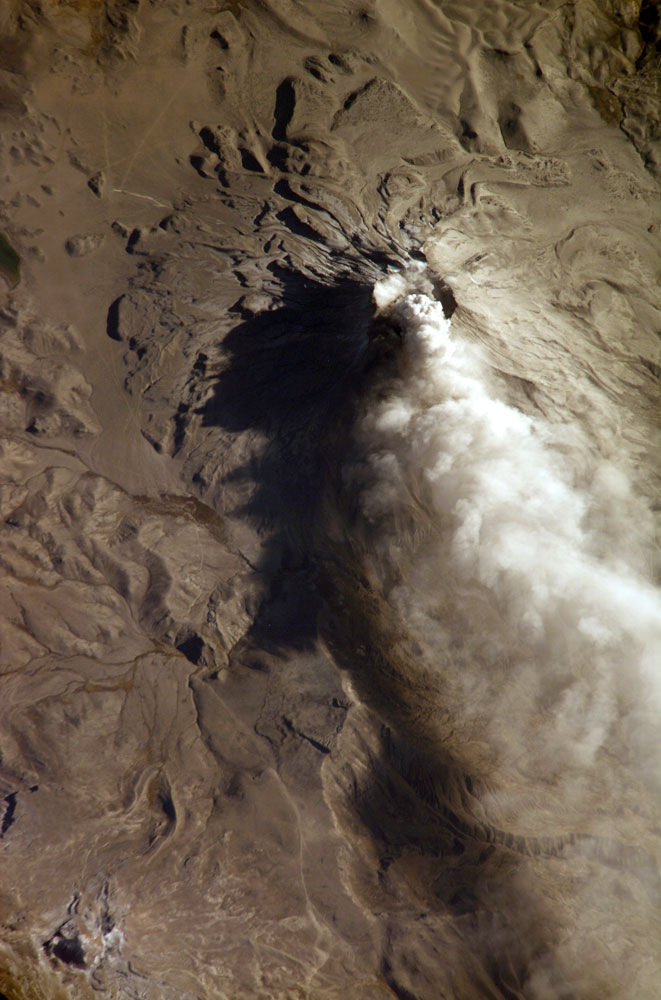
Ubinas
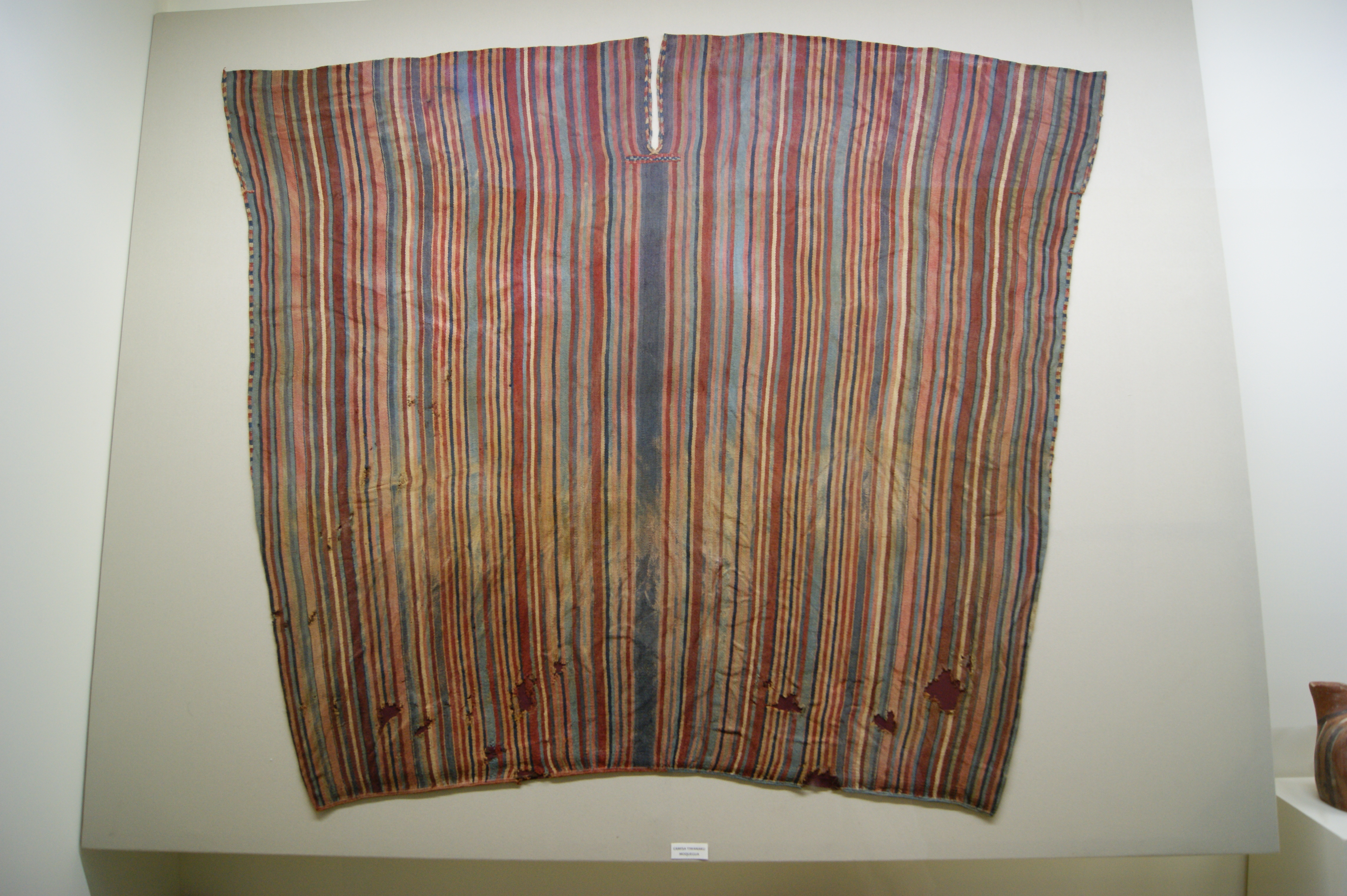
Museo Contisuyo
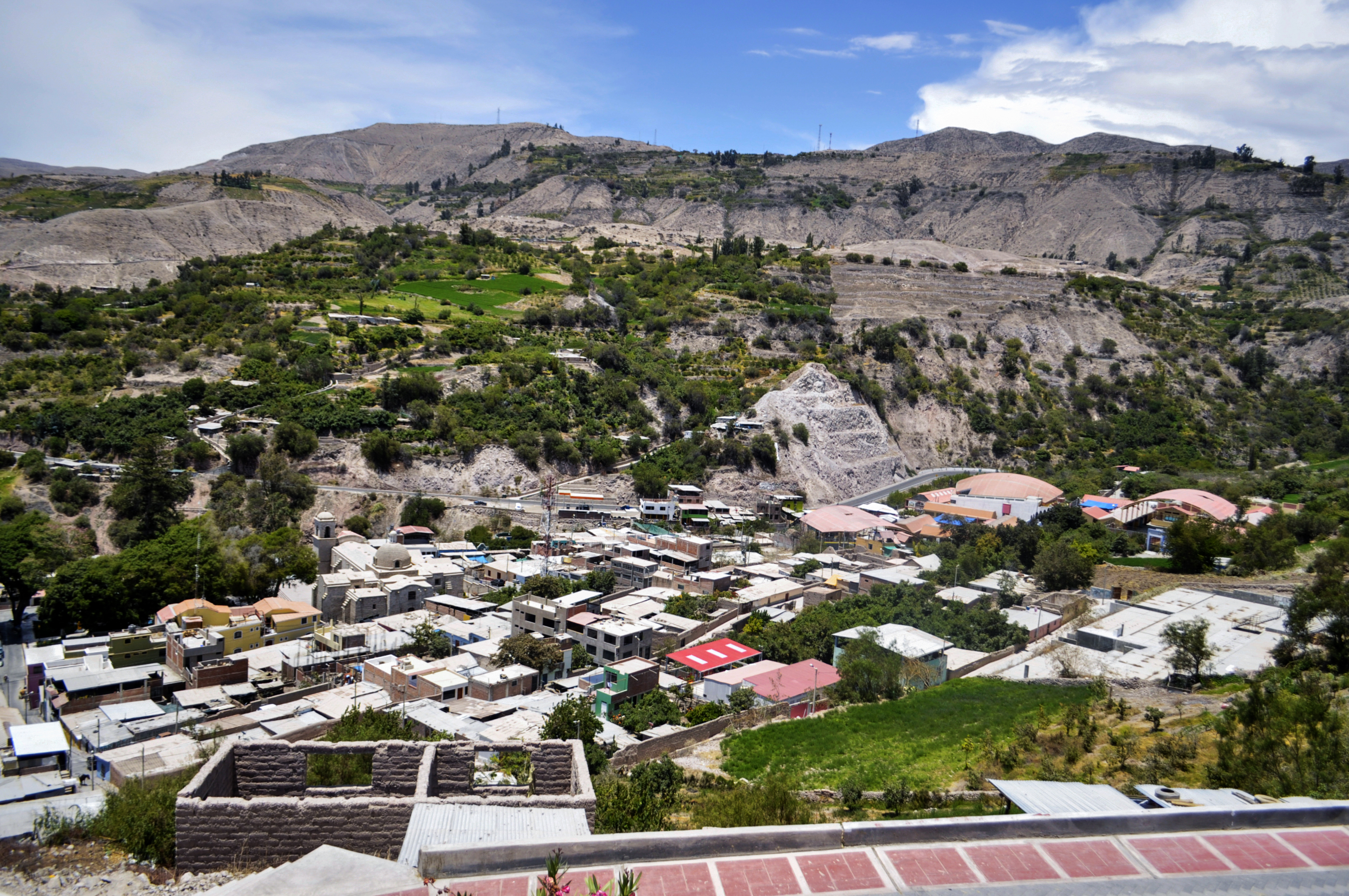
Torata

## Autoridades

### Regionales
Como todos los otros departamentos del Perú y la Provincia Constitucional del Callao, constituye una región de facto con un Gobierno Regional propio además de un distrito electoral que elige dos congresistas.
- 2023 - 2026
  - Gobernador Regional: Gilia Ninfa Gutierrez Ayala
- 2019 - 2022[11]
  - Gobernador Regional: Zenón Cuevas Pare, del Frente de Integración Regional Moquegua Emprendedora FIRME.
  - Vicegobernador Regional: Jorge Luis Lama Córdova, del Frente de Integración Regional Moquegua Emprendedora FIRME.
  - Consejeros:

  1. Mariscal Nieto:
    - Luis Miguel Caya Salazar (Frente De Integración Regional Moquegua Emprendedora FIRME)
    - Víctor Manuel Paredes Rivero (Unión por el Perú)
    - Yovanna Martina Valdez Barrera Calcina (Frente De Integración Regional Moquegua Emprendedora FIRME)

  2. General Sánchez Cerro:
    - Artemio Neptalí Flores Ventura (Acción Popular)
    - Hugo Mamani Cabana (Frente De Integración Regional Moquegua Emprendedora FIRME)
    - Job Samuel Ventura Bautista (Unión por el Perú)

  3. Ilo:
    - Harly Martín Negrillo Guevara (Frente De Integración Regional Moquegua Emprendedora FIRME)
    - Jesús Alfredo Zapata Villanueva (Unión por el Perú)
    - María del Carmen Koc Zeballos (Perú Nación)

### Religiosas
De la religión católica:
- Mons. Marco Antonio Cortez Lara (Obispo de la Diócesis de Tacna y Moquegua).